# مايكل سيلبرباور

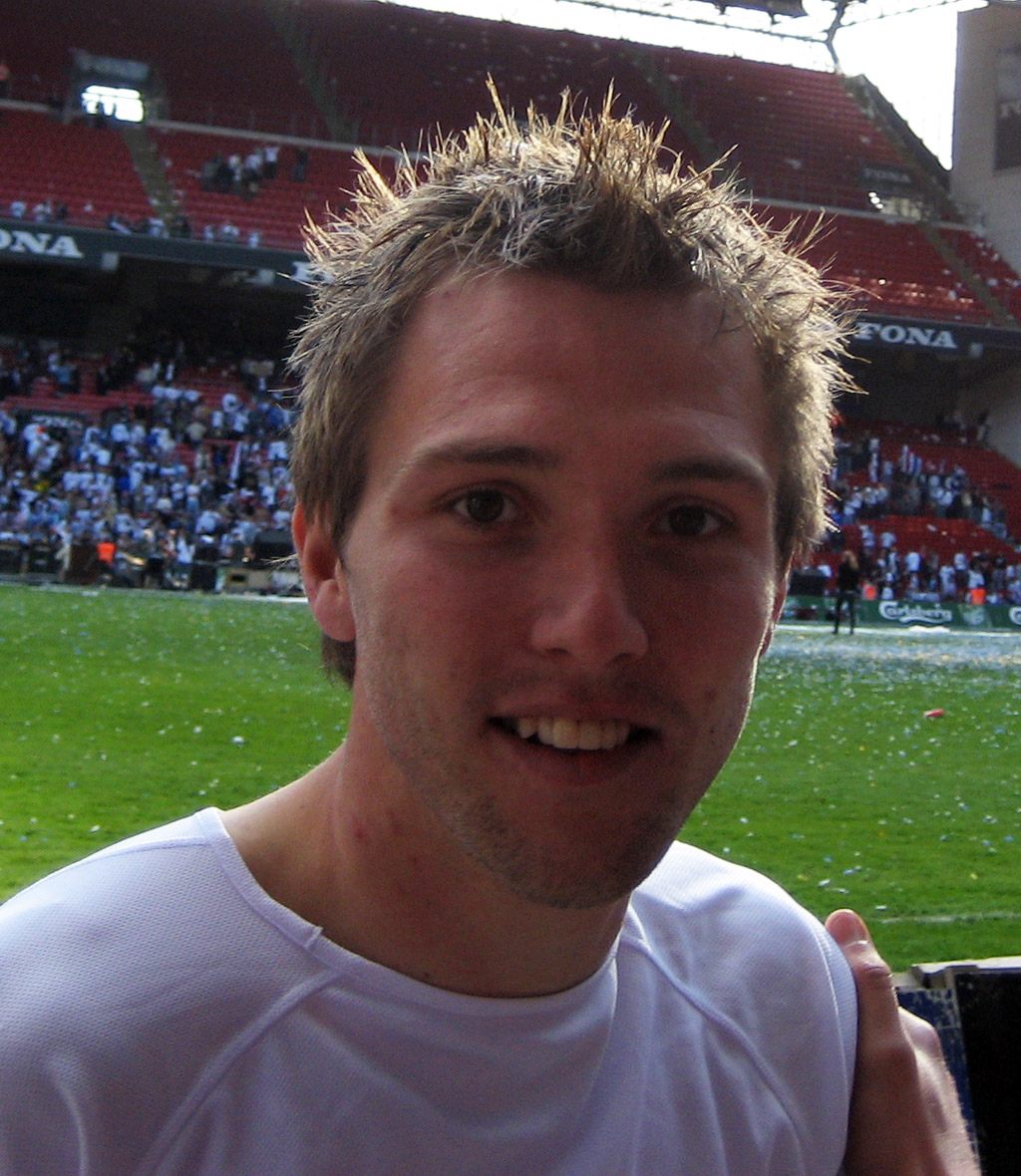

مايكل سيلبرباور (بالدنماركية: Michael Silberbauer)‏ (مواليد 7 يوليو 1981 في ستوفرينغ، الدنمارك) لاعب كرة قدم دنماركي يجيد اللعب في مركز الوسط المحوري ويلعب حاليا في يونغ بويز السويسري منذ 2011.

## روابط خارجية
- مايكل سيلبرباور على موقع الاتحاد الدولي (مؤرشف)  (الإنجليزية)
- مايكل سيلبرباور على موقع الاتحاد الأوربي (الإنجليزية)
- مايكل سيلبرباور على موقع قاعدة بيانات كرة القدم.إي يو (الإنجليزية)
- مايكل سيلبرباور على موقع ناشيونال فوتبول تيمز (الإنجليزية)
- مايكل سيلبرباور على موقع عالم كرة القدم.نت (الإنجليزية)